# Remmer Brauerei
Die Remmer Brauerei bzw. Brauerei von Wilhelm Remmer war eine Bremer Brauerei und Bierstube, die von 1873 bis 2000 bestand.

## Geschichte
Die Brauerei von Ludwig Wilhelm Remmer entstand in der ersten Hälfte des 19. Jahrhunderts (evtl. 1824) in der Pelzerstraße Nr. 16 (Altstadt) und 1873 am Schüsselkorb Nr. 10 die Brauerei von Johann Friedrich Remmer und dann Wilhelm Remmer. 

1872 erwarb Remmer die Bömersche Braurei und richtete dort eine Schankwirtschaft ein, die von ihm zunächst unter dem alten Namen und dann mit wechselnden Namen von anderen Gastwirten betrieben wurde.

Wilhelm Remmer betrieb auch ab 1872 die Gaststätte Bierzapfen am Buntentorsteinweg (alte Nr. 556/559) und baute hier eine Brauerei für Lagerbier.
1903/04 erfolgte die Verlegung der Brauerei in die Bremer Neustadt, Buntentorsteinweg 112 bis 120 und der spätere Ausbau. Die Remmer Brauerei produzierte u. a. das Remmer-Alt und das Seefahrtbier-Malzextrakt, das auch heute noch bei der Schaffermahlzeit im Bremer Rathaus ausgeschenkt wird. In der Schwankhalle der Brauerei fand der An- und Abtransport der Bierfässer statt.

1904 kaufte Remmer erneut das Haus Pelzerstraße Nr. 16 vom Gastwirt Stubbe und richtete die Altdeutsche Stube ein, mit einem Festsaal im ersten Stock. 
1917 kaufte die Kaiserbrauerei Beck & Co die Remmer Brauerei und 1919 wurde die Produktion eingestellt. Die Biermarken hingegen blieben erhalten.  
Die Bierstube in der Pelzerstraße Nr. 16 blieb bei der Brauerei Wilhelm Remmer und wurde im Zweiten Weltkrieg zerstört. 1954 erfolgte die Wiedereröffnung im Keller des Lloydgebäudes von 1910 in der Großen Hundestraße. Das Gebäude wurde 1969 abgerissen. 1967 wurde deshalb am Standort des ehemaligen Varietégebäudes Astoria in der Katharinenstraße das Alt-Bremer Brauhaus mit einem Remmerkeller eingerichtet und von der Brauerei Beck bis 1992 betrieben. In der überdachten Katharinen-Passage befinden sich hier nach Schließung von Remmers im Erdgeschoss Einzelhandelsläden und darüber Büros.
Die Gebäude der ehemaligen Remmer Brauerei in der Neustadt wurden nach 1919 für Wohnungen und Büros umgebaut bzw. genutzt. Auf dem Areal befand sich nach 1945 lange Zeit die Fuhrparkstelle der städtischen Müllabfuhr und seit 2002 nach Um- und Neubauten die Schwankhalle als Kulturzentrum und Veranstaltungsstätte.